# Świecak

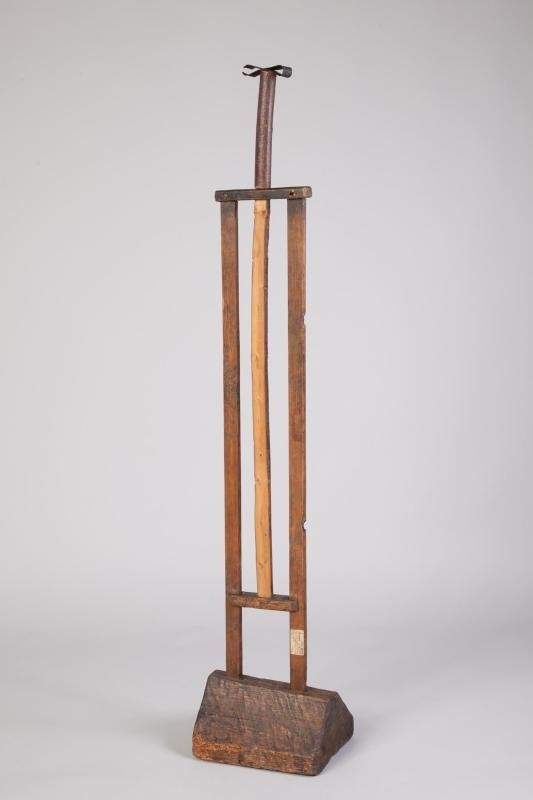
Świecaka1

Świecak – stojak do mocowania łuczywa stosowany w oświetleniu wiejskich chat, ubogich domów mieszczan i szlachty w wielu regionach Polski (Żmudź, Podhale, Śląsk, Lubelszczyzna). Świecaki były powszechnie stosowane do końca wieku XIX, a sporadycznie w niektórych rejonach nawet po II wojnie światowej.
Najprostsze świecaki to garnki z popiołem albo piaskiem lub bryły gliny ze specjalną szparą do wtykania łuczywa. Inny rodzaj świecaka to drewniany słupek, na końcu którego umieszczano matę słomianą wylepioną gliną, płytkę kamienną, żelazny ruszt, kawałek blachy. Później pojawiły się tzw. świecaki kleszczowe. Najprostsze z nich to rozszczepiony drążek lub poprzeczka, pionowo osadzony w drewnianej podstawie, w którą wkładano łuczywo.
Popularne na Śląsku i Podhalu świecaki zakończone były żelaznymi kleszczami, które miały różne kształty: pętli, szczypiec, imadeł. Często dociskane były śrubą lub płaską sprężyną. Świecak taki miał drewnianą podstawę, która była dekorowana ornamentem geometrycznym. Dekorowano także ramiona kutych, żelaznych uchwytów świecaka. Istniały także świecaki w których można było regulować wysokość umieszczenia łuczywa. Na polskiej wsi popularne były także świecaki wiszące.
Przez kilka wieków oświetlając pomieszczenia nie odprowadzano dymu, z czasem zaczęto stosować kominy, które swym górnym końcem wychodziły przez specjalny otwór w powale na strych lub nad dach. Takie „kominki” wykonywano z wydrążonego pnia drzewa, z płótna workowego lub słomy rozpiętych na dole na drewnianej obręczy. Od wewnątrz wylepiano go gliną, ciastem z tartych, surowych ziemniaków zarobionych z mąką.
Płonące łuczywo wymagało nadzoru i systematycznego usuwania zwęglonych resztek wypalonego drewna. Strącaniem węgielków do misek z wodą często zajmowały się dzieci .

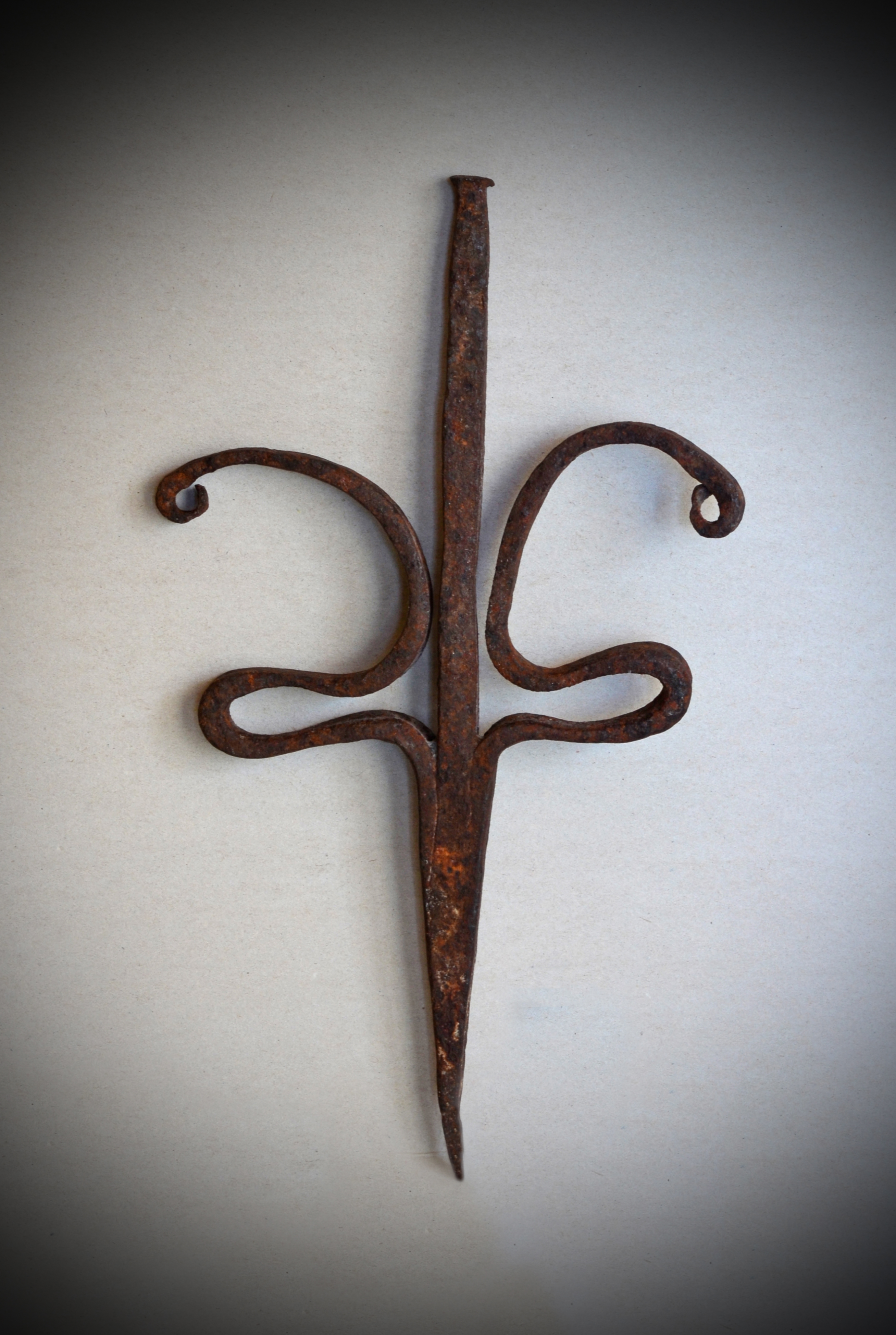
Świecak naścienny
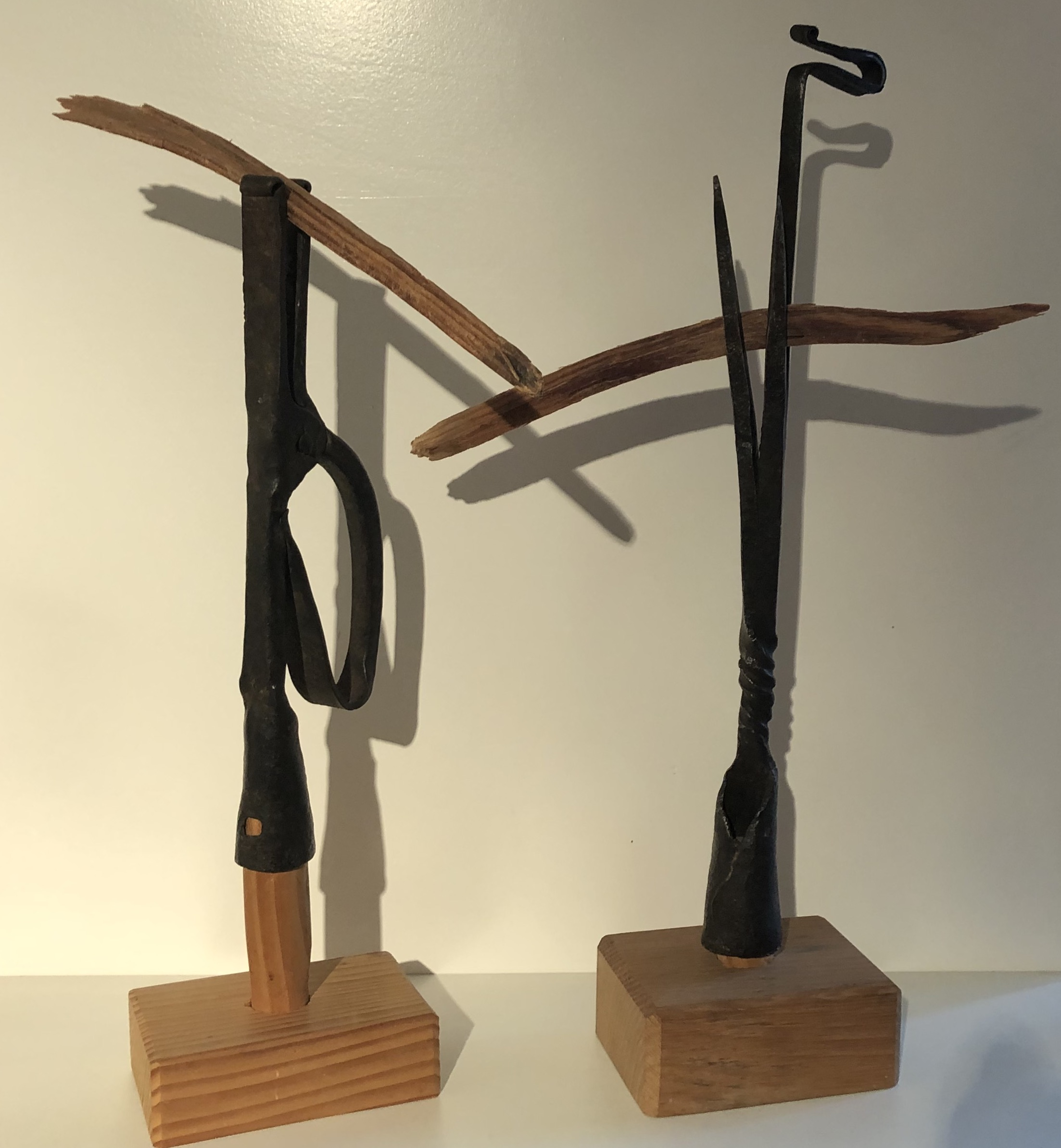
Świecaki wolnostojące
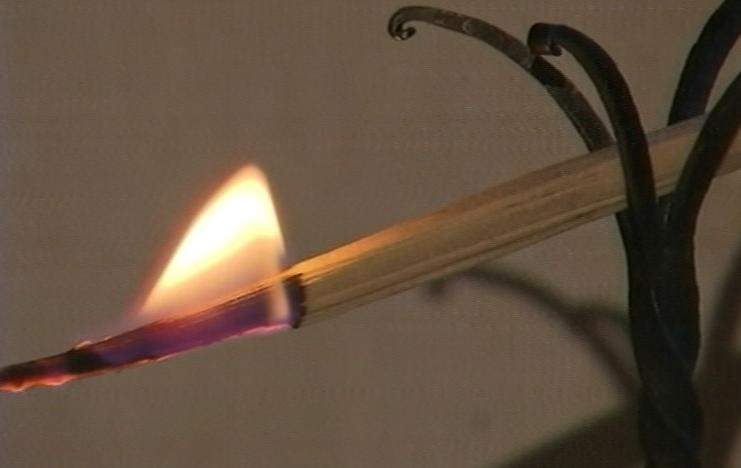
Łuczywo palące się w świecaku
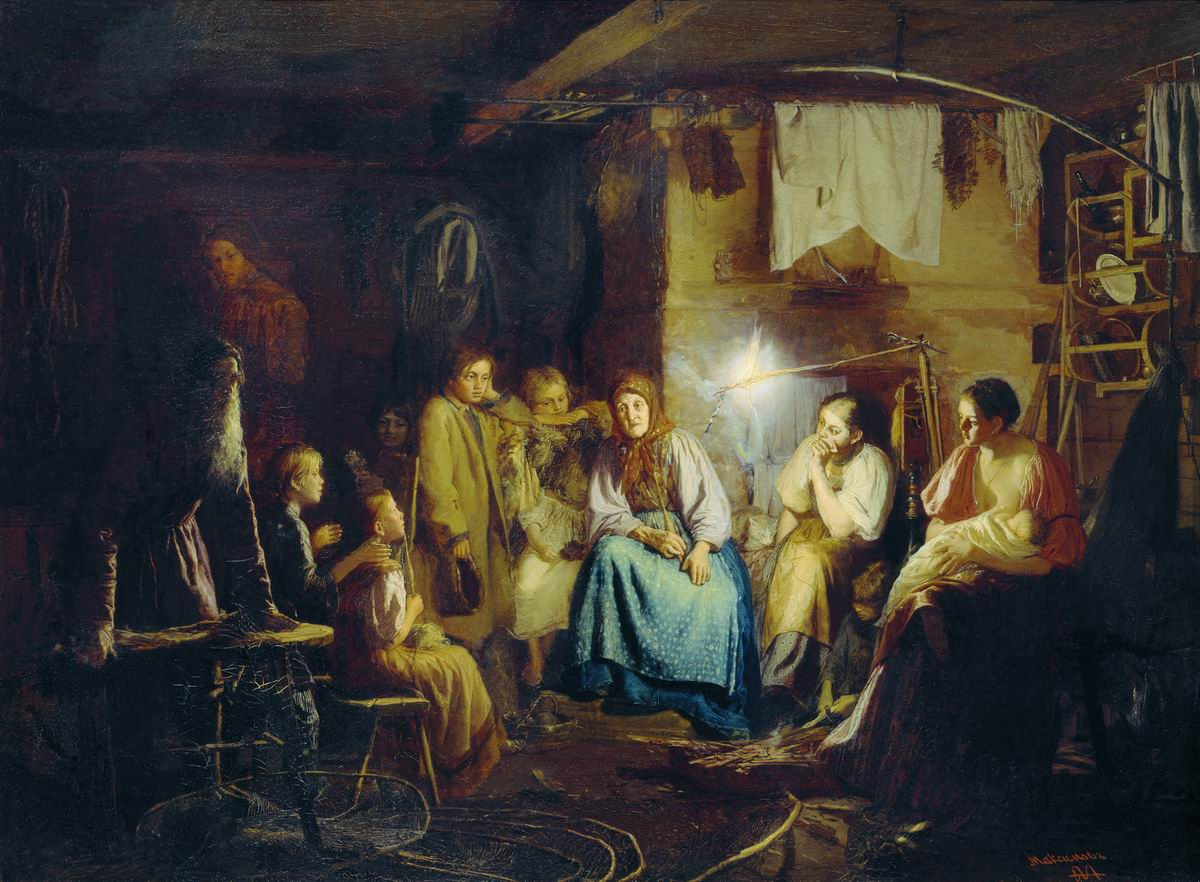
Oświetlanie izby za pomocą łuczywa w świecaku